# Emily Shirreff
Pour les articles homonymes, voir Shirreff.
Emily Anne Eliza Shirreff, née le 3 novembre 1814 et morte le 20 mars 1897, est une éducatrice et féministe britannique, pionnière du mouvement pour l'éducation des femmes en Angleterre.

## Biographie

### Famille et éducation
Emily est le deuxième enfant d’une famille de quatre filles et deux garçons. Elle est la fille du contre-amiral William Henry Shirreff (en) (1785–1847) et d'Elizabeth Anne Shirref. Très proche de sa sœur Maria Georgina Grey, elle collabore souvent avec elle sur des projets éducatifs et littéraires.
Emily et ses sœurs sont éduquées dès leur plus jeune âge par Adèle Piquet, une gouvernante française à l'éducation limitée. Dans les années 1820, les Shirreff vivent en France où le père est stationné. Emily se révèle être une élève brillante mais, à la suite d'une grave maladie à l'âge de sept ans, il faut lui réapprendre l’alphabet. Elle a d'ailleurs une santé fragile tout au long de sa vie.
À l’âge de 14 ans, elle est envoyée en internat à Paris mais les conditions difficiles de cet établissement finissent par affecter sa santé fragile et elle en est retirée un an plus tard. En 1829, son père prend les commandes du HMS Warspite (en) et toute la famille déménage à Avranches, en Basse-Normandie . En 1831, il obtient un poste à Gibraltar et ne juge pas nécessaire d’engager une nouvelle gouvernante, concluant ainsi la scolarité de ses filles.
Maria et Emily continuent cependant à s'instruire par elles-mêmes, en voyageant intensivement en France, en Espagne et en Italie. Elle lisent également la bibliothèque très fournie de leur père et font la connaissance de nombreux intellectuels de leur âge grâce à ses relations.

### Premiers écrits
Emily et Maria commencent à écrire ensemble lorsque leur mère les ramène en Angleterre, en 1834. Leur premier livre, Lettres d’Espagne et de Barbarie, est publié en 1835. Bien que Maria se marie en 1841, les deux sœurs continuent à écrire ensemble et publient, anonymement, un roman romantique intitulé Passion et Principe. En 1850, elles publient Thoughts on Self-Culture Addressed to Women (Pensées sur L'autodidactisme destinées aux Femmes), dans lequel elles désapprouvent l’éducation traditionnelle donnée aux filles qui ne les prépare qu'à être dépendantes des hommes, au lieu de leur apprendre à penser par elles-mêmes.
En 1858, Shirreff publie sa première œuvre majeure en solo intitulée Intellectual Education and its Influence on the Character and Happiness of Women (Éducation Intellectuelle et son Influence sur la Personnalité et le Bien-Être des Femmes), qui la persuade encore davantage que les femmes ne devraient pas être éduquées pour n'être que les subordonnées des hommes.

### Éducation complémentaire en autodidacte
Dans les années 1870, les deux sœurs s'attachent à l’importance de l’éducation. Emily participe, ainsi, à la collecte de fonds pour la création de la North London Collegiate School tout en continuant à écrire des articles sur l’éducation des femmes. Elle est la seconde Mistress (c'est-à-dire principale) du Girton College de Cambridge, où elle succède à Charlotte Manning. Shirreff garde des liens avec cette école tout au long de sa vie.
Emily est l'une des fondatrices de la Société Froebel (en) et sa présidente de 1876 à sa mort. Elle a également écrit de nombreux articles et brochures sur l'éducation à la maternelle. Elle préside d'ailleurs la Parents’ National Union (Union nationale des Parents).
En 1871, avec sa sœur, Mary Gurney, Henrietta Stanley, et le soutien de la princesse Louise, Emily lance la National Union for the Improvement of the Education of Women of all Classes, (Union nationale pour l’amélioration de l'éducation des femmes de toutes les classes) - connue aussi sous le nom de 'Women’s Education Union' (Union pour l'éducation des femmes). Emily est la secrétaire de cette union et co-éditrice de son journal qui est à l'origine également de la Girls' Public Day School Company' en 1872. Ce groupement ouvre des établissements d'enseignement secondaires pour les filles, offrant les mêmes opportunités que les écoles pour garçons. Cet organisme existe toujours aujourd'hui et fonctionne sous le nom de Girls' Day School Trust. Très active dans le conseil de cette union, elle en assure la vice-présidence dès 1896. En outre, elle s’implique dans la création d’une école de cours du soir pour femmes et d’un organisme de formation pour enseignants. Elle joue une partie fondamentale dans le développement du Maria Gray Training Collège, un établissement d'enseignement supérieur, ainsi que dans les travaux de Froebel Society, une organisation d'enseignant. Elle écrit par la suite de nombreux livres sur les méthodes d'enseignement maternel.

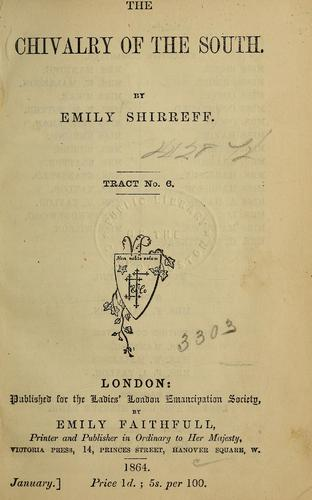
The Chivalry of the South publié pour la Ladies' London Emancipation Society.

### Autres intérêts
Emily s'intéresse à de nombreuses choses. Ainsi, elle apporte son soutien au droit de vote pour les femmes. Son opposition à l’esclavagisme dans le sud des États-Unis est suggéré dans un article publié en 1864 par The Chivalry of the South. En 1874, elle devient membre du Women's Peace and Arbitration Auxiliary - qui devient plus tard la London Peace Society. En 1872, elle rédige un profil biographique d'Henry Thomas Buckle, un ami proche, à l'occasion de la publication posthume de ses travaux.

### Fin de vie
Par la suite, Emily Shirreff qui a toujours eu une santé fragile, se fait moins active. Elle meurt à Londres, le 20 mars 1897 et est enterrée au cimetière de Brompton.

## Publications
- avec Maria Georgina Grey, Passion and Principle, éd. Capitaine Schmier, Londres, 1841
- avec Maria Georgina Grey, Thoughts on Self-Culture Addressed to Women, Londres, 1850
- Intellectual education and its influence on the character and happiness of women. John W Parker and Son, 1858
- Our Modern Youth, Fraser's Magazine, 1863
- The Chivalry of the South. London: Emily Faithful for the Ladies' London Emancipation Society (en), 1864
- Kindergarten, Principles of Froebel’s System and their bearing on the Education of Women, 1864
- The work of the National Union. Londres: William Ridgeway, 1872
- College Education for Women, The Contemporary Review, 1870
- Why should we learn?. Londres: John W Parker & Son, 1872
- The Enjoyment of Life, a lecture by E A E Shirreff delivered at the College of Men and Women, 20 mars 1875. Londres: William Ridgeway, 1875
- The Claim of Froebel’s System to be called "The New Education": a paper read at the meeting of the Froebel Society, Londres, 05 juin 1877. New York: E Steiger.
- The Kindergarten in Relations to Schools: papers read before the Society of Arts, 12 Décembre 1877. Reading: W Millard.
- On Connection between the Kindergarten and the School: A lecture on Mme. Portugall’s Synoptical Table. Londres: Sonnenschein & Allen, 1880
- ‘Wasted Forces’ Froebel Society’s Tract No. 5. London: Sonnenschein & Allen, 1880
- Home Education in Relation to the Kindergarten: Two Lectures. Londres: J Hughes, 1884
- The Kindergarten at Home. Londres: J Hughes, 1884
- Kindergarten Teachers and Their Qualifications: Annual Address delivered before the Froebel Society. Londres: William Rice.
- A short sketch of the Life of Frederick Froebel. London: Chapman & Hall, 1887
- Moral Training: Froebel and Herbert Spencer. Londres: Philip and Son, 1892

## Sources
- Kamm, Josephine (1971). Indicative Past: A Hundred Years of the Girl's Public Day School Trust. Londres : George Allen & Unwin.
- Elisworth (1979). Liberators of the Female Mind: The Shirreff sisters, Educational Reform and the Womenn's Movement, Westport : Greenwood Press.
- The education papers: women's quest for equality in Britain, 1850-1912. Londres. Routledge & Kegan Paul. 1987.
- Levine, Philippa (October 2005). Shirreff, Emily Anne Eliza (1814-1897). Oxford Dictionary of National Biography. The first edition of this text is available at Wikisource: Dictionary of National Biography, 1885-1900/Shirreff, Emily Anne Eliza. Oxford Dictionary of National Biography. Londres: Smith, Elder & co. 1885-1900.
- Shirreff, Emily Anne Eliza. A historical dictionnary of British Women. Europa. 2003. pp.392 - 393.

- cet article comprend un texte d'une publication entrée au domaine public : Gilman, D.C.; Oeck, H. T.; Colby, F. M. eds. (1905). New International Encyclopedia (1ère édition). New York : Dodd, Mead.